# Cosmosoma coccineum
Cosmosoma coccineum är en fjärilsart som beskrevs av Butler 1876. Cosmosoma coccineum ingår i släktet Cosmosoma och familjen björnspinnare. Inga underarter finns listade i Catalogue of Life.